# International Federation of Accountants

Logo

Historisches Logo

Die International Federation of Accountants (IFAC) ist eine internationale Vereinigung der Wirtschaftsprüfer. In ihr vereinigen sich 157 Mitgliedsorganisationen aus 123 Ländern. Damit repräsentiert sie, nach eigenen Angaben, 2,5 Millionen Wirtschaftsprüfer. Ihr Verwaltungssitz ist in New York, wo etwa 30 Festangestellte arbeiten. Der satzungsmäßige Sitz befindet sich dagegen in Genf. Gegründet wurde die Organisation 1977 in München.
Mitglieder sind nationale Wirtschaftsprüfungsgesellschaften und internationale Organisationen aus dem Prüfungsbereich.
Ziele der Organisation sind die Stärkung des Berufsstandes und das Setzen von weltweiten Standards für die Wirtschaftsprüfung. Dafür veröffentlicht das International Auditing and Assurance Standards Board (IAASB) als Teil des IFAC unter anderem die International Standards on Auditing (ISA). Weiterhin werden International Auditing Practise Statements (IASP) veröffentlicht, welche in der Praxis der Wirtschaftsprüfer als Richtlinie gelten. Weiterhin hat das IFAC das Recht fünf Mitglieder des Board of Trustees des International Accounting Standards Board zu bestimmen.
Für den Bereich der öffentlichen Haushalte (staatliche Rechnungslegung) gibt das International Public Sector Accounting Standards Board (IPSASB) die International Public Sector Accounting Standards (IPSAS) heraus.
Die Grundsätze des Ethik-Kodexes der IFAC werden in der 8. Richtlinie 2006/43/EG des Europäischen Parlaments und des Rates („EuroSOX“) als eine Möglichkeit für eine Mindestanforderung an Berufsgrundsätze für Abschlussprüfer genannt.
Derzeitiger Präsident ist Alan Johnson.

## Ehemalige Präsidenten
- Reinhard Goerdeler (1977–1980)
- Gordon Cowperthwaite (1980–1982)
- Washington SyCip (1982–1985)
- Robert May (1985–1987)
- Richard Wilkes (1987–1990)
- Bertil Edlund (1990–1992)
- Peter Agars (1992–1995)
- Juan Herrera (1995–1997)
- Frank Harding (1997–2000)
- Tsuguoki Fujinuma (2000–2002)
- René Ricol (2002–2004)
- Graham Ward (2004–2006)
- Fermín del Valle (2006–2008)
- Robert Bunting (2008–2010)
- Göran Tidström (2010–2020)